# Franz Mattes (Fußballspieler)
Franz Mattes (* 14. November 1922; † 1974) war ein deutscher Fußballspieler.

## Sportlicher Werdegang
Mattes begann mit dem Fußballspielen beim Offenbacher Stadtteilklub SC 07 Bürgel und wechselte später zu Kickers Offenbach. Unter Paul Oßwald kam er nicht in der Oberligamannschaft zum Einsatz und wechselte 1948 zum Mainzer Stadtteilklub SV Weisenau, der in die Oberliga Südwest aufgestiegen war. Auf dem siebten Tabellenplatz der Nordstaffel schaffte er mit der Mannschaft in der Spielzeit 1948/49 den Klassenerhalt, am Ende der folgenden Spielzeit stieg der Klub jedoch in Folge einer Ligareform – die Einteilung hatte sich bis dato noch an der französischen Besatzungszone orientiert und wurde ein Jahr nach Gründung der Bundesrepublik den neuen Verhältnissen angepasst – auf dem 13. Tabellenplatz liegend wieder ab. Mit 113 Toren und 47:9 Punkten dominierte die Mannschaft die Landesliga-Saison 1950/51 und am Saisonende stieg Mattes mit dem Klub direkt wieder auf. In der Oberliga-Spielzeit 1951/52 gewann er mit der Mannschaft nur drei Spiele, dies bedeutete als abgeschlagenes Tabellenschlusslicht den erneuten Gang in die Zweitklassigkeit. 
Mattes wechselte im Sommer 1952 nach Hessen und trat für den Süd-Zweitdisvisionär SV Wiesbaden gegen den Ball. In der Spielzeit 1952/53 belegte er mit dem Klub den neunten Tabellenplatz, stach dabei als Leistungsträger heraus und folgte einem Angebot des im Mittelfeld der Oberliga Südwest reüssierenden 1. FSV Mainz 05. Unter Trainer Emil Izsó war er Stammspieler, dieser setzte ihn zunächst als Halbstürmer hinter der vordersten Angriffsreihe ein, im weiteren Verlauf der Spielzeit 1953/54 rückte er jedoch nach vorne und erzielte nach seinem Tordebüt im Januar 1954 gegen den VfR Kirn sechs Saisontore. Auch in der folgenden Spielzeit gehörte er mit sieben Meisterschaftstreffern neben Karl-Heinz Wettig, Bernhard Christ und Josef Meinhardt zu den torgefährlichsten Spielern des Klubs. 1955 übernahm Gerd Higi das Traineramt, unter dem Mattes öfters auch in der Defensive an der Seite von Alfred Höfer, Walter Sonnenberger oder Heinz Kirchner spielte.
1958 verließ Mattes den 1. FSV Mainz 05 und kehrte zum in die Oberliga wieder aufgestiegenen SV Weisenau zurück, wo sein vormaliger Mitspieler Heinrich Stillger das Traineramt übernommen hatte. Die Mannschaft um Norbert Bieger, Walter Frosch, Heinrich Müller, Hans Ratajczak, Erich Richter, Willi Veit und Karl Wagner war jedoch in der Spielzeit 1958/59 chancenlos und nach nur drei Saisonsiegen stieg er mit dem Liganeuling wieder ab, anschließend beendete er seine aktive Laufbahn. 
233 mal hatte Mattes in der Oberliga auf dem Platz gestanden und 52 Tore erzielt. Dabei gelangen ihm für den SV Weisenau 36 Tore in 106 Erstligaspielen, für den 1. FSV Mainz 05 war er in 127 Meisterschaftsspielen 16-mal als Torschütze erfolgreich.